# The Sims 3: Студенческая жизнь
The Sims 3: Студенческая жизнь (англ. The Sims 3: University Life) — девятое дополнение к популярной компьютерной игре The Sims 3, выход которого состоялся 5 марта 2013 года в США и 5 марта в России. Игра позволяет посещать университет, получая высшее образование, а также посвящена университетской жизни и образованию разных социальных групп.
Дополнение создавалось в свете крайне успешного выпуска расширения к The Sims 2 — «Университет» 2005 года выпуска. На этот раз разработчики желали создать аналогичное дополнение к The Sims 3, но и также предоставить более разнообразный игровой процесс.
Средняя оценка дополнения по версии агрегатора Metacritic составила 73 балла 100 возможных. Критики оценили дополнение за широкий выбор предоставленных возможностей времяпровождения в кампусе, хотя и заметили обособленность предоставленного контента, не влияющего на базовый геймплей.

## Описание
В этом дополнении сим с возраста «молодой» и старше смогут получить высшее образование, чтобы получить существенный карьерный рост в любой профессии. В игре появится классический университет, напоминающий чем-то здание Оксфордского университета, в котором будет работать целый штат профессоров. Также в игре появятся общежития и отдельные дома для студентов. В общежитиях будут автоматы с напитками и едой. Симы смогут теперь брать интервью у других персонажей с помощью «коммуникационной установки». В университете будет своя спортивная команда, которая, в свою очередь, будет иметь свой талисман. Студенты смогут выполнять задания на компьютере или в тетради, сидя на траве. Появятся рюкзаки, которые симы будут носить за спиной, снимать и класть рядом, а также предметы для мастерской художника.
Появились дополнительные способы самовыражения: создание граффити на стенах, участие в протестах, сдача экзаменов обманным способом. Важную роль играют взаимоотношения с другими персонажами и принимаемые решения по мере прохождения. В игре можно встретить три разные социальные группы: спортсмены, ботаники и бунтари. Общение с ними может принести уникальную выгоду, например, новые предметы или же хорошая должность на работе. Кроме обучения будет шанс принять участие в шикарных студенческих вечеринках с рядом новых возможностей. После успешного окончания университета симы могут найти подходящую профессию и сразу занять достаточно высокую должность.
Дополнение вводит игровой мир «Университет Sims» (англ. University Sims), который не является отдельным городком, а особой локацией, в которую персонажи временно попадают. Университет состоит из ряда кампусов и общежитий, дома братств и общественных заведений. Помимо этого появляется фантастическая форма жизни — «симы-растения», которые представляют собой гибрид человека и растения. Они нуждаются в солнечном свете и воде. Их либо можно вырастить на грядке, воспитав с детского возраста, или же самому стать «симом-растением», потерпев неудачу во время научных экспериментов.

## Разработка и выпуск
Решение посвятить дополнения жизни в университете было принято после успешного выпуска дополнения к The Sims 2 — «Университет», в своё время также тепло принятого критиками. Так команда решила снова вернуться к данной теме, но соединить его с более богатым, глубоким и разнообразным игровым процессом The Sims 3. Основные трудности разработки заключались в поиске баланса между учёбой и свободным временем студентов. С одной стороны разработчики хотели добавить множество возможностей и способов совместного времяпровождения учеников, там не менее им надо было учитывать, чтобы он находил достаточно времени для учёбы и занятий. Особое внимание было уделено так называемым социальным группам, которые всегда играют важную роль в идентичности студента и отражают современную жизнь. Добавляя общежития, разработчики хотели принести в игру новую динамику, таким образом соседи становятся новой частью жизни сима-студента.
Впервые слухи о предстоящем выпуске дополнения распространились после того, как описание дополнения случайно появилось в русской версии Origin, но вскоре было удалено. Затем намёк на будущий тизер появился во время прямой трансляции с Maxis. На мероприятии, организованной EA Games была замечена испанская версия логотипа будущего дополнения во время презентации каталога «Стильные 70-е, 80-е, 90-е». Позже на сайт Digital Driver появилось девять изображений дополнения, но EA Games потребовала их удалить. Официальный анонс состоялся 8 января 2013 года.
Выход дополнения состоялся 5 марта 2013 года в США, 7 марта в Европе и России. Русской локализацией занималась компания Софтклаб

## Музыка
Следуя традициям франшизы, вместе с данным дополнением были добавлены перезаписанные на симлише синглы известных музыкантов и групп.
| №   | Название                                   | Автор(ы)          | жанр/звучит вː | Длительность |
| --- | ------------------------------------------ | ----------------- | -------------- | ------------ |
| 1.  | «All Of Our Lives We Must Learn To Forget» | Ashtar Command    | Колледж-рок    | 4:39         |
| 2.  | «Damn»                                     | The Royal Concept | Колледж-рок    | 3:34         |
| 3.  | «Gobba Bweezie»                            | The Shades        | Колледж-рок    | 3:16         |
| 4.  | «San Francisco»                            | The Mowgli's      | Колледж-рок    | 2:56         |
| 5.  | «Treehouse»                                | Gold Fields       | Колледж-рок    | 3:20         |
| 6.  | «True Thrush»                              | Дэн Дикон         | Колледж-рок    | 4:44         |
| 7.  | «City Boy»                                 | Donkeyboy         | Поп            | 3:24         |
| 8.  | «Now Now Now»                              | The Penelopes     | Поп            | 4:25         |
| 9.  | «Thunderstorm»                             | Blaise            | Поп            | 3:16         |
| 10. | «U Nu Wah»                                 | Leonotib          | Поп            | 3:22         |

## Критика
| Сводный рейтинг    | Сводный рейтинг |
| Агрегатор          | Оценка          |
| ------------------ | --------------- |
| Metacritic         | 72/100          |
| Иноязычные издания |                 |
| Издание            | Оценка          |
| GamesRadar+        | [ 8 ]           |
| Criticalhit        | 7,5/10          |
| Worthplaying       | 9,0/10          |
| Armchair Empire    | 8,5/10          |

Дополнение получило в основном положительные отзывы от игровых критиков, средняя оценка на сайте-агрегаторе Metacritic составляет 72 балла из 100.
Ри Митера из Worthplaying похвалила дополнение и заметила его явную схожесть с «The Sims 2: Университет», от того дополнение не оригинально, но тем не менее это не делает его плохим. Митера заметила ряд улучшений, например возможность присутствовать на некоторых лекциях. По мнению критика, «Университет» добавляет исчерпывающее количество вариантов развлечения для симов так, что персонажу придётся себя ограничивать, чтобы успевать с учёбой. Жизнь в общежитии с соседями придаёт игре реализм, а также деление на социальные группы дарит игроку дополнительный и увлекательный опыт взаимодействия с симами и его окружением. Среди основных недостатков, Митера заметила значительное понижения частоты кадров на компьютере.
Сара Лебёф из GamesRadar придерживается мнения, что дополнение достоверно воссоздаёт опыт жизни в Университете; «вечеринки, знакомства, первая любовь, сожительство с непредсказуемыми соседями, с которыми можно подружиться, или же состоять во вражеских отношениях». Баланс между учёбой сима и его свободным времяпрепровождением приправлена социальными группами, которым сим может следовать при желании. Тем не менее ему будет сложнее учится. По мнению Сары, с одной стороны «Университет» предлагает новый и увлекательный опыт для игроков, тем не менее дополнение выглядит слишком обособленным. «В процессе обучения сим не может жить в родном городке, встречаться с друзьями и родственниками оттуда, рожать детей. Когда сим закончит обучение, опыт жизни в университете станет не более, чем памятью».
Абигейл Холден из Critical Hit также заметила добавление множество социальных взаимодействий для молодых симов и считает, что оно идеально подойдёт для игроков, которые любят со своими симами проводить общественный образ жизни, но тем не менее игроки, любящие держать своих симов дома и не отправлять в путешествия, вряд ли оценят дополнение «Университет».
Более сдержанный отзыв оставил критик GamesRadar. С одной стороны он похвалил содержимое дополнения, позволяющее погрузится в игру на несколько часов, тем не менее все данные нововведения чувствуются совершенно оторванными от базового игрового процесса The Sims 3. В частности находящийся в университете сим вынужден прервать связь с родным городом и родными или друзьями, а по прибытии домой он обнаружит, что городок будто застыл во времени. «Это в итоге придаёт колледжу странное, замершее состояние, где никто не стареет, не женится, не беременеет».